# Tentativa de golpe de Estado no Paraguai em 2000
A tentativa de golpe de Estado no Paraguai em 2000 foi uma crise política ocorrida em maio daquele ano, com o objetivo de depor o então Presidente da República Luis Ángel González Macchi e prender alguns parlamentares "anti-oviedistas" no Congresso. Um grupo que se autodenominava "Movimento Patriótico Fulgencio Yegros", era formado por pelo menos cinquenta soldados, a maioria deles reformados e leais ao ex-general Lino César Oviedo, que na época estava em exílio político.

## Desenvolvimento
Em 18 de maio de 2000, por volta das 22 horas, tropas leais ao ex-general Lino Oviedo se rebelaram contra o governo do presidente paraguaio Luis González Macchi. O grupo se autodenominava "Movimento Patriótico Fulgencio Yegros", em homenagem ao herói da independência, e propôs a rebelião como única alternativa para mudar um governo que, segundo o comunicado, era "ilegítimo". Esse grupo insurgente era composto por pelo menos cinquenta soldados reformados, acompanhados por oficiais de escalão inferior.
Os insurgentes tomaram o Regimento de Cavalaria, o Quartel da Polícia, uma unidade policial de elite, a Força de Operações Policiais Especiais (Fope), o Canal 13 de televisão, Rádio Cardeal, Rádio 970, entre outros. Cinco tanques dirigiram-se ao centro de Assunção e dispararam contra o edifício do Congresso (atual Cabildo). Embora forças leais tenham trocado tiros com os rebeldes, não houve baixas. Aparentemente, o plano original não foi cumprido e fracassou. Em Caazapá e Villarrica também houve relatos de que rebeldes ocuparam certos lugares.
Às 1h30 do dia 19 de maio, o Poder Executivo decretou a vigência do Estado de Exceção por 30 dias em todo o território nacional, em decorrência da tentativa de golpe de Estado. No momento, Oviedo (na clandestinidade desde dezembro de 1999) negou que esses atos estivessem relacionados a ele. Esta tentativa de golpe (a segunda em menos de cinco anos) é considerada uma consequência do Marzo Paraguayo - um período de grande instabilidade política e, por conseguinte, econômica.
Pelo menos trinta oficiais militares de alta patente foram detidos na guarda presidencial, incluindo vários generais e coronéis reformados do exército. Pelo menos quatro deputados e vários políticos pertencentes ao movimento UNACE (na época ainda não era um partido político), que Lino Oviedo presidia na clandestinidade, também foram privados da liberdade.
Vários países, como Brasil e os Estados Unidos, e o Conselho Permanente da Organização dos Estados Americanos (OEA), condenaram "veementemente" a intentona golpista e expressaram seu apoio ao Governo de González Macchi.